# The Velvet Underground
Pour les articles homonymes, voir Velvet.
Pour leur album, voir The Velvet Underground (album).
The Velvet Underground [ðə ˈvɛlvɪt ˈʌndəɹɡɹaʊnd] est un groupe de rock américain, originaire de New York. Formé au milieu des années 1960, il est lié à l'aventure de la Factory d'Andy Warhol qui l'a produit. D'abord connu des seuls milieux « underground » new-yorkais, son influence n'a cessé de croître après sa dissolution. Il a beaucoup influencé David Bowie, qui, à ses débuts, a été parmi les premiers à interpréter un de leurs titres dans des clubs.
Principalement composé de Lou Reed, Sterling Morrison, John Cale, Moe Tucker et temporairement de Nico, le Velvet Underground a connu, malgré sa brève existence, une grande fertilité musicale. Les thèmes abordés reflètent l'univers de la Factory, dans lequel le groupe gravite : drogues dures, sado-masochisme, prostitution, androgynie, bisexualité et même transidentité.
L'influence du Velvet sur les générations suivantes est incontestable : le groupe inspirera le punk rock des années 1970 ainsi qu'une partie du glam rock, de la new wave et du rock alternatif anglophone. Leur premier album paru en 1967, The Velvet Underground and Nico (en collaboration avec la chanteuse allemande Nico) est décrit par le magazine Rolling Stone comme l'album rock le plus influent jamais réalisé (« most prophetic rock album ever made »), lequel le classe 13e du classement des 500 plus grands albums de tous les temps. En 2004, Rolling Stone attribue la 19e place au groupe dans son classement des 100 plus grands artistes de tous les temps. Le groupe, présenté par Patti Smith, est entré au Rock and Roll Hall of Fame en 1996.

## Biographie

### Genèse (1964)

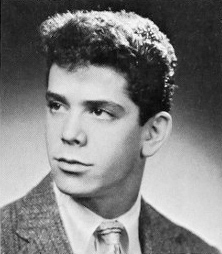
Lou Reed en 1959.

L'histoire du Velvet Underground est liée à la rencontre fortuite entre Lou Reed, un jeune new-yorkais qui travaillait alors comme auteur-compositeur pour Pickwick Records, modeste label spécialisé dans les imitations bas de gamme de chansons populaires à la mode, et John Cale, altiste et pianiste de musique contemporaine, natif du pays de Galles.
Guitariste amateur depuis l'enfance, titulaire d'une licence de littérature anglaise et ami du poète Delmore Schwartz, Lou Reed est surtout un fou de rock 'n' roll et de doo-wop ; il apprécie le bluesman Bo Diddley et admire des musiciens free jazz comme Ornette Coleman mais aussi Archie Shepp, Cecil Taylor et Don Cherry. John Cale, quant à lui, entretient entre autres une liaison épistolaire avec son presque homonyme John Cage et le célèbre Aaron Copland ; puis grâce à ce dernier, décroche une bourse pour aller poursuivre ses études aux États-Unis. Après avoir étudié à Tanglewood dans le Massachusetts, il part pour New York où il découvre l'univers « underground » du quartier du Lower East Side. Il y rencontre le compositeur minimaliste La Monte Young qui le recrute comme altiste au sein de sa formation The Theatre of Eternal Music. La musique très expérimentale de La Monte Young, qui avait été lui-même impressionné par le bruit d'un transformateur électrique lorsqu'il était enfant, consiste en des bourdons amplifiés tenus pendant des heures par le duo formé par Cale et le violoniste Tony Conrad, accompagnés par d'autres musiciens dont Young et sa compagne Marian Zazeela aux voix. L'esthétique de La Monte Young influencera profondément le jeune Gallois, surtout sur les deux premiers albums du Velvet Underground.

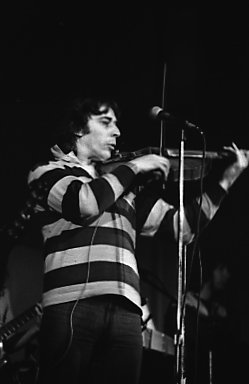
John Cale jouant de l'alto en 1977.

 Au sein de ce groupe d'avant-garde, John Cale fait l'apprentissage d'un mode de vie bohème. Il découvre l'amour libre et la consommation de drogues ; puis il aménage bientôt avec Tony Conrad dans un petit appartement sans confort au 5e étage d'un immeuble situé à Ludlow Street dans le Lower East Side. C'est dans ce lieu que Cale et Conrad vont enregistrer de nombreuses musiques expérimentales basées sur la répétition ou la réverbération. Plus tard, ce local servira aussi de lieu de répétition pour le futur Velvet Underground.
Embauché depuis septembre 1964 par Terry Philips chez Pickwick Records, Lou Reed s'occupe de son côté de plagier les styles musicaux à la mode de ces années là en copiant sans vergogne la surf music ou le rock britannique. Il est à la tête de trois groupes de studio : les Beachnuts, les Roughnecks et enfin les Primitives qui enregistrent en novembre un single de deux titres comprenant la chanson The Ostrich (« l'autruche »),. Ce morceau invente un pas de danse loufoque en pastichant certains rythmes de Phil Spector, avec des paroles invitant à poser sa tête sur le sol et faire « l'autruche ». La chanson avait aussi la particularité d'utiliser des guitares dont toutes les cordes étaient accordées sur la même note, ce que John Cale et Tony Conrad faisaient également de leur côté dans le groupe de La Monte Young. Terry Philips, responsable et également auteur-compositeur chez Pickwick, se met alors à la recherche de nouveaux musiciens charismatiques pour former un groupe de scène afin de faire quelques concerts. Par chance, il fait la connaissance de John Cale et Tony Conrad au cours d'une soirée dans l'East Side. Comme ils portent les cheveux longs et ressemblent à des musiciens de rock, il leur propose d'accompagner Lou Reed pour faire la promotion des deux chansons du single The Ostrich. Contre toute attente, les deux jeunes musiciens acceptent puis amènent leur ami sculpteur (et également batteur) Walter De Maria pour qu'il se joigne à eux.

### Débuts et premiers enregistrements (1965)

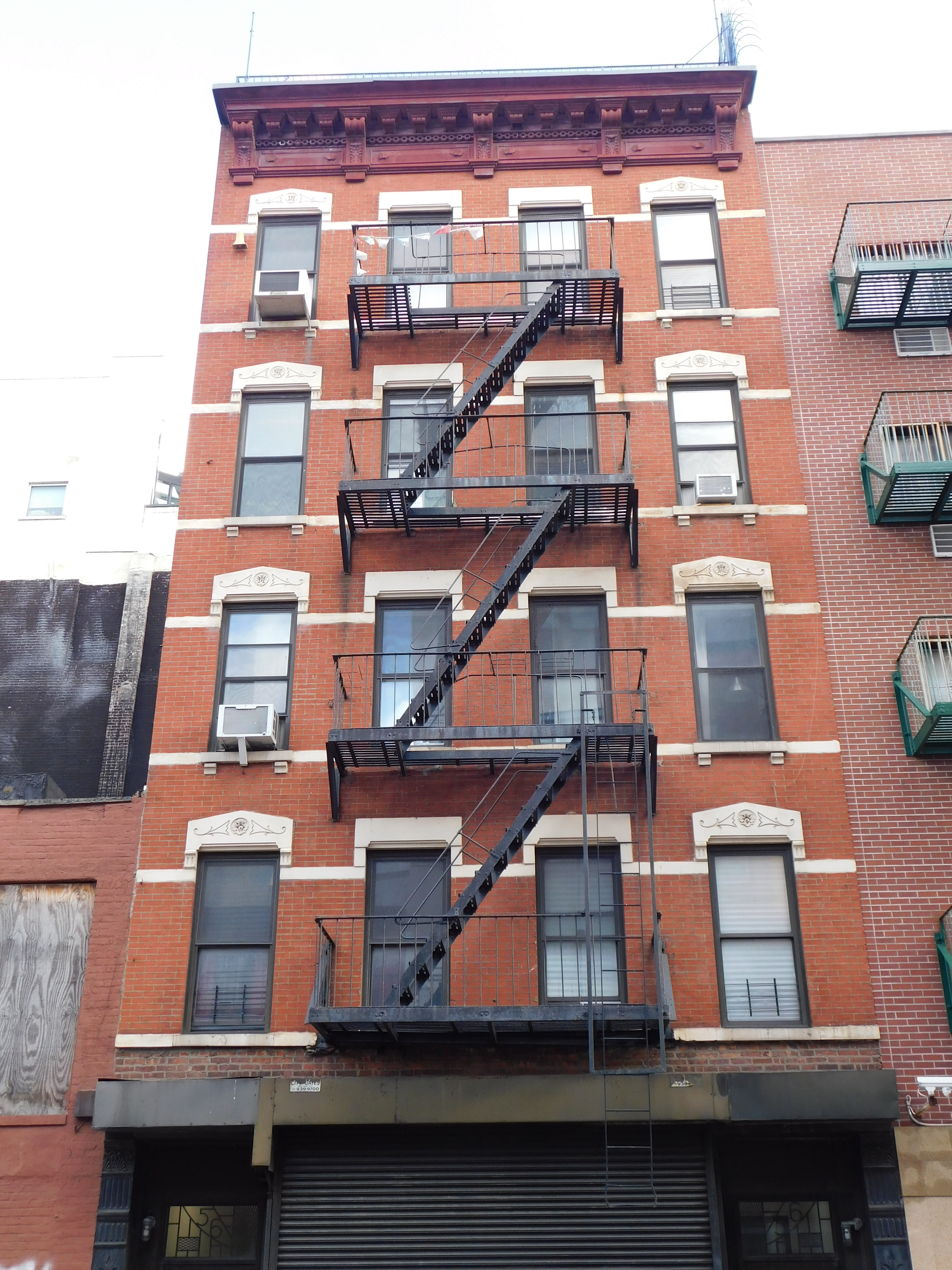
L'immeuble où John Cale et Lou Reed logeaient au milieu des années 60.

Fin novembre 1964, John Cale, Tony Conrad et Walter De Maria rejoignent Lou Reed dans les bureaux de Pickwick. Les trois artistes refusent de signer le moindre contrat mais acceptent de jouer pour des concerts promotionnels puis de passer à la radio et à la télévision. Cale apprend très vite à jouer de la guitare basse, et finit par sympathiser avec Reed avec qui il partage le même goût pour la littérature la plus aventureuse. De son côté, le New-Yorkais n'est pas totalement hermétique à la musique d'avant-garde car il avait déjà animé une émission de radio nocturne nommée Excursion on a Wobbly Rail et consacrée à ses artistes favoris dont, entre autres, de nombreux musiciens de free jazz.
Parallèlement à son travail alimentaire chez Pickwick, Lou Reed avait aussi écrit deux futurs classiques du groupe : I'm Waiting for the Man qui décrit le parcours d'un junky à la recherche de son dealer, et Heroin qui évoque la dérive hallucinée d'un toxicomane. Ces deux chansons s'inspirent de certains épisodes de sa vie, puisque leur auteur s'avère être lui-même consommateur d'héroïne depuis 1963.

John Cale, a qui Reed a fait écouter ses chansons jouées à la guitare acoustique, est frappé par l'originalité des paroles et confie plus tard au magazine Uncut : 

« Je pensais qu'en associant le côté littéraire de Lou, ma formation classique, ce que j'avais fait avec La Monte et l'excitation du rock, et qu'en choisissant les extrêmes de ces propositions, on irait là où personne n'était allé. »

— John Cale, Uncut (décembre 2009). 
Les Primitives se séparent en février 1965, mais Lou Reed reste ami avec John Cale et le rejoint bientôt dans son appartement du 56, Ludlow Street, après que Tony Conrad en soit parti. Les deux hommes partagent par la suite leurs petites amies et deviennent de plus en plus dépendants de drogues les plus diverses. C'est Lou Reed qui initie Cale à l'héroïne, et qui lui injecte ses premières doses, ce qui leur donne l'idée de nommer leur premier duo The Falling Spikes (« Les aiguilles qui tombent »). Ils improvisent ensemble sur la future The Black Angel's Death Song, et font quelques concerts dans les bars, allant jusqu'à jouer dans la rue afin de gagner un peu d'argent. Ils décident aussi de changer le nom du groupe et deviennent The Warlocks. Peu après, le percussionniste Angus MacLise, qui jouait avec La Monte Young, les rejoint dans l'appartement de Ludlow Street. L'addiction de MacLise à la méthédrine (un psychotrope proche de l'amphétamine) ne tarde pas à gagner Lou Reed qui en devient dépendant à son tour.
En avril 1965, Reed retrouve par hasard Sterling Morrison, un ancien ami d'université qui joue également de la guitare. Ce dernier ne tarde pas à intégrer les Warlocks et les quatre hommes répètent le soir à Ludlow Street. Au printemps, Reed écrit de nouveaux morceaux comme Venus in Furs (inspiré du roman du même nom de Leopold von Sacher-Masoch) ou All Tomorrow's Parties. Peu après, MacLise leur propose de jouer à la Cinémathèque des cinéastes (créée par Jonas Mekas et située sur Lafayette Street), afin d'accompagner des spectacles multimédias du cinéaste Piero Heliczer, dans le cadre du New Cinema Festival. Durant cet « événement rituel », faisant intervenir plusieurs danseurs, le groupe improvise derrière un écran sur lequel sont projetés des diapositives en même temps que des courts métrages expérimentaux tournés par Heliczer, Kenneth Anger et Barbara Rubin, réalisatrice du sulfureux Christmas on Earth comportant des scènes de représentations sexuelles particulièrement explicites.
En juillet 1965, Reed, Cale et Morrison enregistrent leurs premières démos dans l'appartement de Ludlow Street. Ils y jouent entre autres des versions folk très dépouillées de Venus in Furs, Heroin et même un I'm Waiting for the Man joué de façon country avec une guitare slide. Sur le plan vocal, Lou Reed s'inspire encore beaucoup de Bob Dylan, ce qu'il corrigera par la suite. Les bandes des sessions de leurs répétitions seront finalement rééditées en 1995 sur le 1er CD du coffret Peel Slowly and See.
Vers la fin de l'été, Tony Conrad, qui doit aller chercher certaines de ses affaires dans son ancien logement de Ludlow Street, ramasse un ouvrage intitulé The Velvet Underground qui traînait dans une rue près du quartier de Bowery, puis le ramène et le laisse dans l'appartement. Séduits par le mot « underground » qui correspond bien à leur esthétique, le groupe choisit à l'unanimité de prendre le titre du livre comme nouveau nom.
En novembre 1965, le Velvet Underground est pris en main par Al Aronowitz qui devient leur premier imprésario ; et au tout début du mois de décembre, Reed, Cale et Morrison acceptent soixante-quinze dollars pour se produire en première partie de The Myddle Class, sur la scène de l'auditorium de la Summit High School, une école publique supérieure de Summit, dans le comté d'Union du New Jersey. C'est soixante-quinze dollars de trop pour Angus MacLise, qui considère qu'accepter de l'argent relève de la compromission et quitte le groupe. Privé de batteur, Lou Reed se souvient alors que la petite sœur d'un ami de Sterling Morrison, possède une batterie et même un amplificateur qui pourrait leur être utile. Maureen Tucker, dite Moe, est une jeune femme à l'allure androgyne, qui travaille comme opératrice informatique chez IBM et qui a la particularité de jouer  de la batterie debout, « à l'africaine », sur un kit qui ne dispose que d'une caisse claire, de deux toms, d'une vieille cymbale abîmée et d'une grosse caisse tournée sur le côté. La musicienne martèle souvent ses fûts à l'aide de mailloches, afin de se rapprocher du jeu tribal du percussionniste nigérian Babatunde Olatunji,. Avec l'arrivée de Moe Tucker, les bases du Velvet Underground sont enfin posées, et le groupe tout juste renommé donne son premier concert le 11 décembre 1965 à la Summit High School, où ils interprètent les morceaux There She Goes Again, Venus in Furs et Heroin devant un public d'adolescents décontenancés,.

### Exploding Plastic Inevitable(1966)

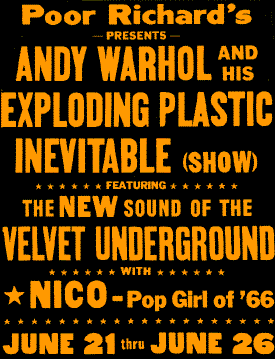
Affiche d'un spectacle de lExploding Plastic Inevitable en 1966.

Au milieu du mois de décembre 1965, le groupe se produit au Café Bizarre, un « piège à touristes » du Greenwich Village, situé dans la 3e Rue ouest, à proximité de Washington Square Park. Lou Reed qualifiera par la suite le lieu de « café minable où on faisait fuir les gens ». Sur la recommandation de Barbara Rubin (une des cinéastes qui participait au New Cinema Festival et qui suivrait le groupe), Paul Morrissey, l'associé d'Andy Warhol, assiste néanmoins à une de leurs prestations. Il convie ensuite Warhol et quelques uns de ses collaborateurs à venir les voir ; ce dernier les invite finalement à la Factory où Reed, Cale, Morrison et Tucker vont bientôt prendre leurs marques. Ne supportant plus les paroles sinistres de la chanson The Black Angel's Death Song et encore moins les crissements métalliques de l'alto électrifié de John Cale qui hantent le morceau, la gérante du Café Bizarre va les voir en leur disant en substance : « si vous rejouez ça une seule fois, je vous vire ». Cependant, le groupe persiste à jouer le même titre peu de temps après, et ils sont renvoyés sur le champ.
Libérés de leur engagement au Café Bizarre, les membres du Velvet Underground commencent à répéter à la Factory au début du mois de janvier 1966, et signent dans la foulée un contrat avec Warhol et Morrissey. De son côté, Warhol va les financer et prendre leur carrière en main, notamment en passant un accord avec la firme Vox. Ce célèbre fabriquant d'équipements musicaux, s'engage à fournir les amplificateurs, guitares et les effets audio dont le groupe a besoin.
Warhol devient le nouveau mentor de Lou Reed qui est absolument fasciné par l'aura ouvertement gay qui émane de la Factory, au grand dam de Moe Tucker qui goûte très peu cet univers interlope. Mary Woronov, qui faisait partie des proches de Warhol à cette époque, se souvient que Reed, lui-même bisexuel, était particulièrement à l'aise parmi les drag queens, travestis et autres marginaux qu'il côtoyait à la Factory. Cet environnement et la personnalité d'une icône trans comme Candy Darling influencera profondément les futurs textes du chanteur, y compris ceux qu'il écrira dans sa période solo. Warhol trouve cependant qu'il manque au groupe un membre capable de chanter et d'attirer les regards, il leur présente l'actrice et mannequin allemande Nico, une habituée de la Factory dont la voix grave et sépulcrale ne manque pas d'attrait selon lui. Lou Reed entame alors une liaison passionnée avec Nico et écrit pour elle plusieurs chansons, comme I'll Be Your Mirror et Femme Fatale, que l'on retrouvera sur le premier album du groupe.

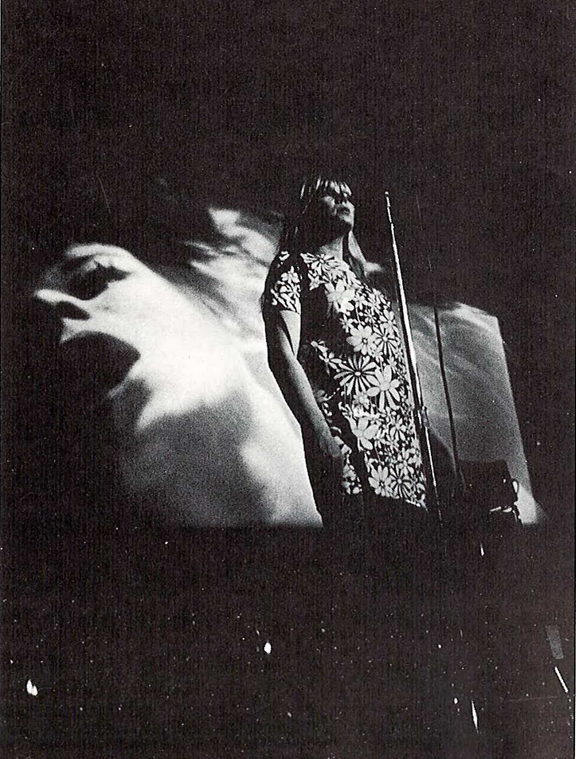
Nico sur scène avec lExploding Plastic Inévitable à Ann Arbor.

 Le 13 janvier 1966, le Velvet Underground donne un concert à l'Hôtel Delmonico. au cours duquel ils jouent Heroin devant une assemblée de psychiatres. En février, le groupe participe à Up-Tight, un nouveau spectacle multimédia qui se déroule une fois de plus à la Cinémathèque des cinéastes de New York, puis le mois suivant, à l'Université du Michigan à Ann Arbor. Up-Tight évoluera par la suite et se renommera Erupting puis Exploding Plastic Inevitable (EPI),.
Pendant plus d'un an, le groupe devient l'attraction centrale de ces spectacles totaux de Warhol mêlant musique, projection de films et performance artistique sado-masochiste. Supports de projection des films, les Velvet s'habillent totalement de noir et portent sur scène des lunettes de soleil de la même couleur pour ne pas être éblouis. En avril 1966, l'Exploding Plastic Inevitable s'installe au Dom, un club-discothèque situé dans l'East Village. Le mois suivant, la troupe part en tournée au Trip sur le Sunset Strip de West Hollywood puis se produit au Fillmore Auditorium à San Francisco. En juin 1966, Lou Reed doit être hospitalisé à cause d'une hépatite, John Cale et Sterling Morrison le remplacent au chant, Moe Tucker se met à la basse, et Angus MacLise rejoint (et, malgré lui, pour la dernière fois) ses anciens compagnons pour jouer la partie de batterie. En Californie, où règne l'esprit hippie, la tournée tourne court, le style sombre et dramatique du Velvet déplaît au public,.

### The Velvet Underground and Nico(1966—1967)
En avril 1966, le Velvet Underground commence à enregistrer la majeure partie de leur premier album dans les studios Scepter à New York, puis profite de la notoriété d'Andy Warhol pour signer le 2 mai chez Verve Records, une filiale de MGM Records. Warhol décide de produire le disque et Paul Morrissey obtient, contre l'avis de Lou Reed, que trois des onze chansons soient chantées par Nico, ce qui explique que l'album s'appelle The Velvet Underground and Nico. Le même mois, le Velvet enregistre plusieurs pistes supplémentaires dans les studios TTG d'Hollywood avec le célèbre producteur Tom Wilson. L'album est ensuite mixé et gravé sur support acétate.
Un premier single officiel avec All Tomorrow's Parties / I'll Be Your Mirror est publié en juillet 1966 dans l'indifférence générale. Ils finalisent ensuite l'album après une dernière session d'enregistrement aux studios Mayfair à New York en novembre 1966, où ils enregistrent Sunday Morning qui sortira en face A d'un second single en décembre.
En mars 1967, l'album The Velvet Underground and Nico est enfin publié, après avoir rencontré de nombreux problèmes de fabrication. Sur la pochette entièrement blanche conçue par Andy Warhol, figure une banane sérigraphiée autocollante accompagnée en haut à droite d'une minuscule légende : « Peel Slowly and See » (« Pelez lentement et voyez »), avec tout en bas, la seule mention Andy Warhol. Lorsque l'on soulève l'autocollant, on découvre peu à peu la pulpe d'une couleur rose particulièrement équivoque, une rumeur affirmera même qu'elle aurait contenu du LSD.

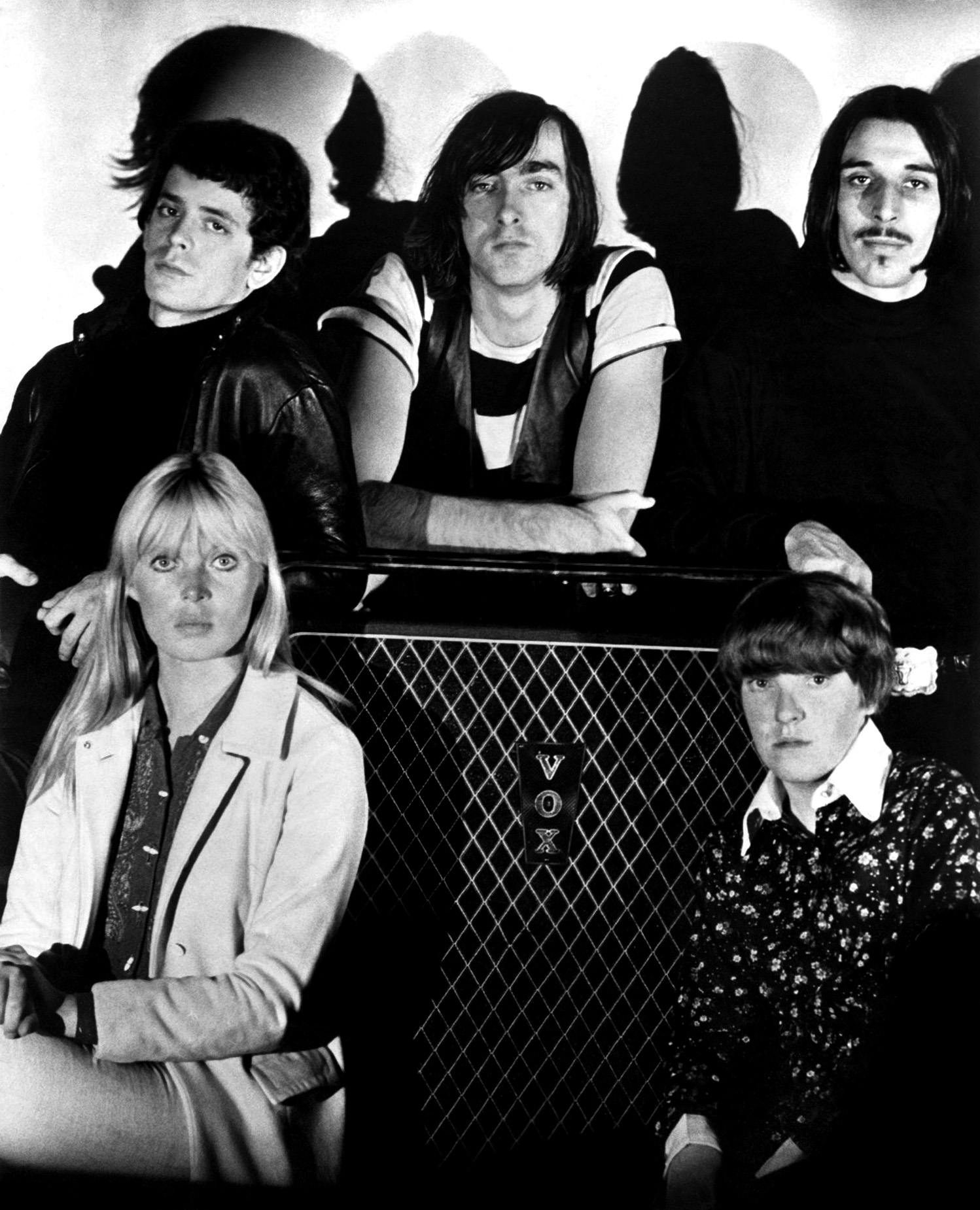
Le Velvet Underground et Nico (en bas à gauche) en 1966.

 Cet « album à la banane » (rapidement appelé le Banana album) aborde des thèmes totalement à contre-courant de la vague hédoniste Summer of Love qui ne va pas tarder à déferler aux États-Unis cette année-là. Le réalisme des paroles influencées par les écrivains de la Beat Generation, désarçonne les auditeurs tout autant que la musique marquée par le contraste entre le rock 'n' roll sans fioriture de Lou Reed et l'attitude plus expérimentale voire bruitiste de John Cale qui n'hésite pas à faire crisser les cordes en métal de son alto électrifié. Certaines chansons évoquent avec une grande crudité la réalité des rues mal famées de Manhattan : toxicomanie (I'm Waiting for the Man, Heroin et Run Run Run) ou prostitution (There She Goes Again), d'autres dépeignent des pratiques amoureuses atypiques comme le sado-masochisme (Venus in Furs) ou les manigances d'une « experte en cœurs brisés » (Femme Fatale). L'album contient aussi plusieurs balades pop comme Sunday Morning et All Tomorrow's Parties qu'Andy Warhol aimait tout particulièrement.
Les ventes sont, dans un premier temps, relativement médiocres, puis le disque est rapidement retiré en raison d'un différend juridique entre la maison de disques et Eric Emerson, un danseur de la troupe de Warhol qui exigeait de l'argent pour s'être vu sur une photo au dos de la pochette. Quand le disque est finalement de retour dans les bacs, le public l'a oublié, et les ventes ne suivent pas. Il parvient cependant à rentrer dans le Billboard 200 où il occupe la 171e place, et atteint même la 102e place dans le palmarès du magazine Cash Box.
Le 23 mai 1982, répondant à une interview de Kristine McKenna pour le Los Angeles Times, Brian Eno déclarait : « Je parlais à Lou Reed l'autre jour et il me disait que le premier album des Velvet Underground n'a été vendu qu'à 30 000 exemplaires dans ses cinq premières années. […] Je pense que chacun de ceux qui ont acheté une de ces 30 000 copies a fondé un groupe ! »,,

### White Light/White Heat(1968)

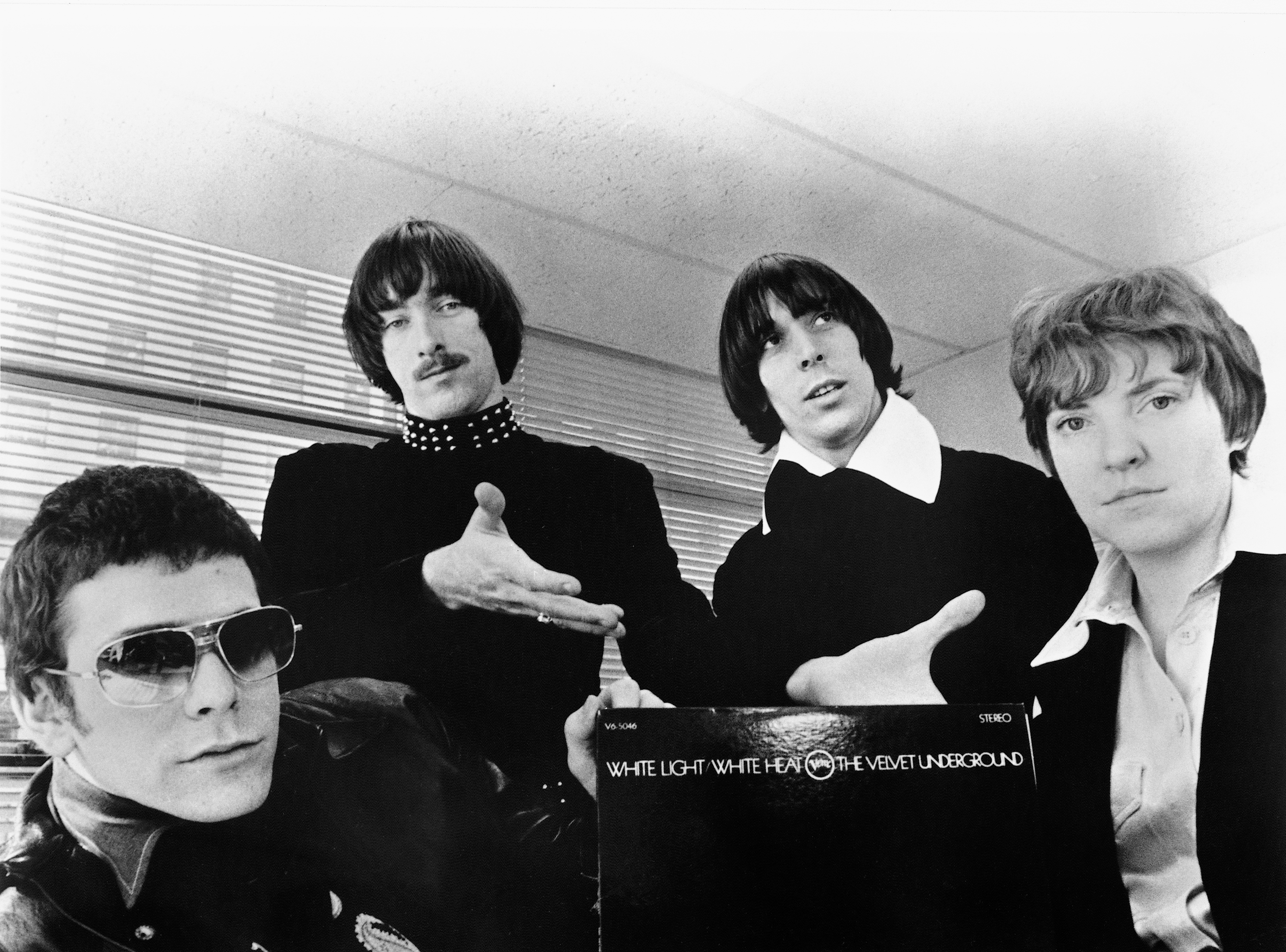
Photo promotionnelle du Velvet Underground autour de leur album White Light/White Heat.

En concert, le groupe a l'habitude de jouer très fort (il est toujours parrainé par les amplificateurs Vox) et se lance dans des expérimentations parfois extrêmes,. Lou Reed désirait que ses improvisations de guitare sonnent « comme un saxophone », et rajoutait de la distorsion pour accentuer la ressemblance. Sur Sister Ray, il s'inspire d'ailleurs explicitement du free jazz d'Ornette Coleman et Cecil Taylor pour faire quelque chose d'équivalent mais « avec une sensibilité rock & roll ».
En septembre 1967, ils enregistrent avec Tom Wilson leur second album White Light/White Heat dans les studios Mayfair à New York. Alors que leur précédent 33 tours The Velvet Underground and Nico explorait le territoire d'une musique malsaine, vénéneuse, mais avec quelques titres pop, le deuxième album est à l'image de leurs performances en public : brut de décoffrage, rêche, difficile, et volontairement « anti-beauté » comme dira John Cale. Les thèmes abordés dans White Light/White Heat sont tout aussi sulfureux que sur leur premier album : montée d'amphétamines ou étrange rituel occulte (White Light/White Heat), humour macabre sur un long morceau hypnotique en forme de nouvelle, improvisé sur le canal de droite et récité par John Cale sur le canal de gauche (The Gift), description d'une sanglante opération chirurgicale (Lady Godiva's Operation), et orgie de drag queens héroïnomanes sur l'apocalyptique Sister Ray. Même si ce disque est à nouveau produit par Tom Wilson, le groupe s'est alors éloigné de Warhol et de sa muse Nico. Le Velvet est désormais indépendant et s'est attaché les services du manager Steve Sesnick, mais Lou Reed continue de traîner avec certains habitués de la Factory comme Billy Name.
L'album sort chez Verve le 30 janvier 1968, et à nouveau ne se vend pas très bien. Il ne rentre dans le Billboard 200 que de justesse, et décroche seulement la 199e place. Dans ce contexte difficile, les tensions entre Reed et Cale (deux personnalités au caractère notoirement difficile) s'accentuent. En septembre 1968, le groupe continue un temps de répéter avec Cale puis finit par se passer de ses services, contraint par Lou Reed qui ne le supporte plus et qui pose un ultimatum aux autres membres en leur lançant que s'ils ne voulaient pas de son exclusion, le groupe serait « dissous ». Le chanteur, plus soucieux de reconnaissance commerciale que d'expérimentations extrêmes, le remplace très vite par Doug Yule, un jeune multi-instrumentiste recommandé par Sesnick, et de culture très « pop »,.
Yule, originaire de New York, s'était installé à Boston pour suivre des cours de théâtre à l'université, mais avait quitté le programme après un an pour continuer à jouer de la musique. Yule avait vu pour la première fois le groupe se produire lors d'un événement étudiant à l'Université Harvard de Cambridge au début de 1968. Lorsque le Velvet Underground a joué au Boston Tea Party plus tard cette année-là, le groupe a séjourné dans l'appartement de Yule sur River Street, qu'il louait à leur road manager Hans Onsager (qui travaillait étroitement avec leur impresario Steve Sesnick). C'est durant cette période que Morrison a entendu Yule jouer de la guitare dans son appartement, et a mentionné à Reed que Yule avait déjà une bonne pratique de l'instrument et s'améliorait rapidement,.

### The Velvet Undergroundet l'album perdu (1969)
Fort de cette nouvelle cohérence, Lou Reed, désormais seul maître à bord, décide de repartir de zéro. Le titre du troisième album (qui sort en mars 1969 chez MGM Records, le label parent de Verve,) est à ce sujet éloquent : The Velvet Underground, tout simplement. Le plus « loureedien » des albums du Velvet laisse la part belle aux ballades folk, et s'éloigne des excentricités des deux premiers disques. Mais si le premier album a contribué à leur légende, et qu'on dit souvent que le deuxième a préfiguré le punk, il ne faut pas pour autant sous-estimer l'influence des chansons qui composent ce troisième opus : on retrouve son héritage et son esthétique lo-fi, chez beaucoup de groupes pop rock et d'indie rock plus récents. Ce troisième album offre un contenu plus intimiste mis en valeur par la voix de Doug Yule sur Candy Says (dans laquelle les paroles de Lou Reed questionnent l'identité de genre de l'actrice trans Candy Darling,) et par celle de Maureen Tucker sur After Hours (un morceau désespéré et suicidaire qu'elle chante innocemment). C'est également sur ce disque que l'on retrouve certains morceaux parmi les plus émouvants de Lou Reed comme Pale Blue Eyes, un hommage à son ancienne amoureuse Shelley Albin, ou Jesus, une prière adressée à Jésus-Christ. L'album comporte également plusieurs titres beaucoup plus rock comme What Goes On, Beginning to See the Light et l'expérimental The Murder Mystery qui rappelle l'avant-gardisme des anciens morceaux réalisés avec John Cale.
En 1969, le Velvet Underground écume les routes d'Amérique du Nord, cherchant dans les villes de Baltimore, Boston, Philadelphie, en Orégon, Californie, au Texas ou au Canada, le succès qu'il ne trouve pas à New York. Lors de plus de soixante-dix concerts, se crée une base solide de fans, dont certains, comme le futur guitariste Robert Quine, enregistrent régulièrement le groupe grâce à de simples magnétophones. Les bandes ressurgiront des années plus tard sur des bootlegs, voire sur des disques officiels (1969: The Velvet Underground Live et The Quine Tapes). Mais pendant ce temps, le groupe perd contact avec sa maison de disques MGM Records, qui, soucieuse d'une image de marque irréprochable, en profite pour se débarrasser d'eux au début de l'année suivante.
Le label garde cependant dans ses cartons de nombreux enregistrements qui auraient dû donner naissance à un nouveau disque. Certaines chansons referont surface pour Loaded, le quatrième album studio du groupe, ou encore sur certains des huit premiers albums en solo de Lou Reed. Finalement, Verve Records, la filiale de MGM, sortira les chansons au milieu des années 1980 sur les compilations VU (qui contient les meilleurs des morceaux inédits) et Another View (les morceaux jugés moins bons et les chutes).

### Loaded(1970—1971)
Abandonnés par leur maison de disques, les membres du Velvet Underground signent en début d'année 1970 un contrat pour deux albums avec Atlantic Records, un label réputé dans le monde du rock. Son cofondateur Ahmet Ertegün leur donne alors une consigne : ils doivent produire des albums « loaded with hits » (« chargés de tubes »). À cette époque, l'état physique et psychologique de Lou Reed est préoccupant et après une tournée harassante, sa voix lui fait parfois défaut. Il se dispute régulièrement avec le manager Steve Sesnick, et avec Doug Yule qui lui conteste la direction au sein du groupe. Ouvertement commercial, Loaded contient quelques-unes des chansons les plus connues du Velvet Underground. Il s'agit aussi du premier album sur lequel Moe Tucker (qui était alors enceinte) ne joue pas la partie de batterie, elle est remplacée par quatre batteurs différents dont Doug Yule qui recrute aussi son jeune frère Billy, l'ingénieur du son Adrian Barber et le musicien de studio Tommy Castanaro. Exaspéré par l'attitude de Yule (dont l'ego prend de plus en plus d'importance), et sans même attendre la sortie du disque, Reed décide brutalement de quitter le Velvet Underground le 23 août 1970 après un concert donné au Max's Kansas City,, pour entamer une carrière solo. Désormais débarrassé de Reed, Sesnick en profite pour mettre en avant Yule dans les crédits de l'album afin de minimiser l'apport du parolier. Le critique Richard Meltzer se souvient même que ce dernier avait eu à l'époque l'intention d'effacer complètement la voix de Lou Reed sur certaines chansons pour y poser celle de Yule,. Le disque sort le mois suivant, et n'est pas la réussite commerciale espérée. Lou Reed jure qu'il en aurait été autrement si on l'avait laissé faire,, tandis que Yule affirme qu'il n'a quasiment rien touché après le départ du chanteur.
Grâce à des titres percutants comme Sweet Jane et Rock and Roll, les radios américaines diffusent l'album mais dans des proportions qui restent limitées,. En novembre 1970, Doug Yule, prenant la place de Reed au chant et à la guitare, recrute son vieil ami Walter Powers à la basse, et décide de lancer le groupe à l'assaut des scènes américaines, avant de s'envoler pour l'Europe dès l'année suivante. Après un concert à Houston au Texas le 21 août 1971, Sterling Morrison choisit de quitter à son tour le Velvet Underground, pour se consacrer à l'enseignement. Il est remplacé par le claviériste Willie Alexander,. Ensemble, ils jouent aux États-Unis, au Canada, aux Pays-Bas et au Royaume-Uni. Dans le même temps, plutôt que de leur commander un nouvel album studio, Atlantic Records, échaudé par le départ de Reed, préfère publier un album live, Live At Max's Kansas City, afin d'honorer son contrat de deux disques.

### Squeeze(1972—1973)
Après une tournée anglaise peu concluante en fin d'année 1971, Tucker (la dernière survivante des débuts du Velvet Underground) quitte le groupe, suivie par Powers et Alexander qui retournent en Amérique. Atlantic Records décide alors de ne plus s'occuper du groupe, du coup le manager Steve Sesnick pousse Yule à préparer un cinquième album pour le label Polydor. À partir de la fin de l'année 1971,, ce dernier enregistre Squeeze, avec l'aide de Ian Paice, batteur de Deep Purple, et de quelques anonymes,. Mais à la même époque, le « vrai » Velvet Underground est ailleurs : Reed, Cale et Nico, qui ont tous trois entamé des carrières solos, se retrouvent au Bataclan à Paris le 29 janvier 1972 pour un concert  « unplugged » (avec des instruments acoustiques),. Cependant, Lou Reed n'a pas réussi à convaincre Cale et Nico de continuer l'aventure avec lui, et contrairement à ce qu'annonçaient certains journaux à l'époque, le concert prévu à Londres n'a jamais eu lieu. 
Si Squeeze est souvent décrié par les admirateurs du Velvet Underground, c'est qu'il n'a plus grand-chose à voir avec les débuts de la formation. Très sévère à son sujet, le journaliste Richie Unterberger (auteur de la biographie de référence sur le groupe) considère que « l'album contient essentiellement un rock médiocre, qui ressemble peu à ce que le Velvet Underground a pu enregistrer », et qu'en tant que compositeur, Yule n'arrive pas à se hisser au niveau de Lou Reed ou de John Cale, ni même de Nico.  Squeeze ne sera d'ailleurs pas réédité sauf en France en 1974 puis après 1979. L'album n'a jamais fait non plus l'objet d'une édition CD officielle. Certaines des compositions de Doug Yule, comme She'll Make You Cry ou Mean Old Man s'inspirent de celles de Reed sans les égaler et un titre comme Louise n'est pas sans évoquer le style musical de Paul McCartney. Et si Yule hérite souvent du mauvais rôle dans l'histoire de la fin du groupe, il apparaît aujourd'hui que le véritable profiteur est plutôt Steve Sesnick, le manager qui a poussé Yule à se produire sous le nom de The Velvet Underground alors même que ce dernier n'aspirait qu'à commencer une carrière solo. Yule n'est pas fier de l'influence que Sesnick exerçait sur lui , et d'ailleurs, lorsque ce dernier le lâchera, il mettra immédiatement fin au « groupe ». Jusqu'à sa dernière tournée, en mai 1973, c'est contre son gré qu'il se produira sous le nom du Velvet Underground.

### Reformation et tournée en Europe (1992—1993)

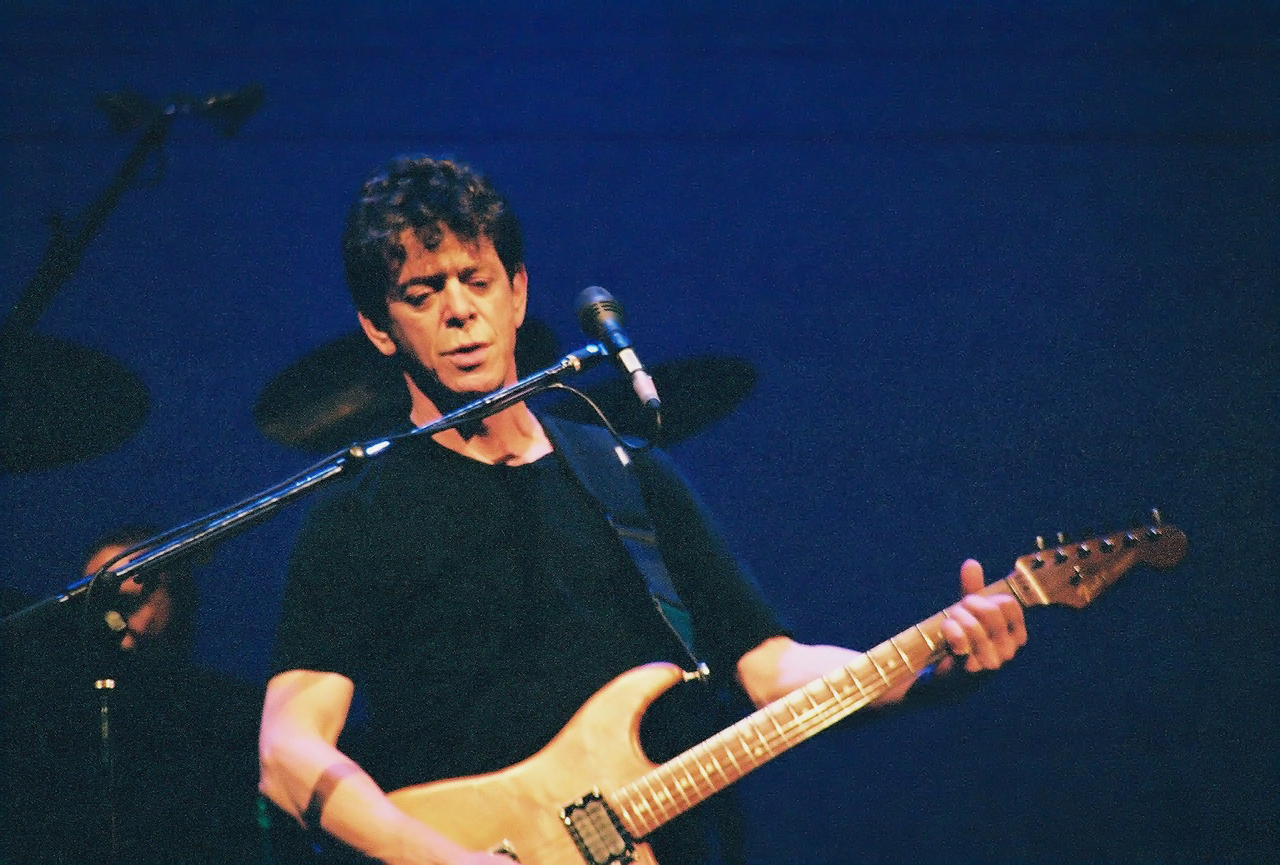
Lou Reed en 2006.

Si les membres du groupe (à l'exception de Moe Tucker qui était l'amie de tous) sont longtemps restés en très mauvais termes, les choses semblent changer au début des années 1990, Reed et Cale composent ensemble en 1988, Songs for Drella (1990), un album-concept en hommage à Andy Warhol mort en 1987. Le 15 juin 1990, Cale et Reed jouent quelques titres des Songs for Drella lors du concert organisé pour la rétrospective Warhol à la Fondation Cartier dans la ville de Jouy-en-Josas, Sterling Morrison et Moe Tucker les rejoignent sur la scène pour reprendre Heroin,. L'année suivante, Morrison, Cale et Reed participent même à l'album solo I Spent a Week There the Other Night de leur amie Moe Tucker. Aussi, en 1992, la reformation du groupe semble possible. Seuls manquent à l'appel Nico, décédée quatre ans plus tôt, et Doug Yule, que Reed et Cale n'ont pas envie de revoir, malgré le désir de Sterling Morrison.
Au cours de l'été 1993, le quatuor donne de nombreux concerts en Europe, et assure notamment la première partie de la tournée européenne de U2. Un live sera enregistré à cette occasion, à Paris : Live MCMXCIII. Il est même question de reformation durable, avec un album studio et un MTV Unplugged à la clé. Mais Reed et Cale se brouillent à nouveau et la mort de Sterling Morrison en 1995 compromet définitivement le projet.

### Post-séparation
Lou Reed, qui porte l'héritage majeur du groupe, poursuit une carrière solo jusqu'à sa mort, avec des chansons comme Walk on the Wild Side (qui fut son plus grand succès) ou Perfect Day. Quasi inconnu avec le Velvet Underground, il devient une « idole des jeunes » au début de l'année 1973 et commence à apparaître dans les classements des lecteurs de plusieurs hebdomadaires ou magazines musicaux anglo-saxons. Il meurt, le 27 octobre 2013, à soixante-et-onze ans. John Cale a d'abord continué sa carrière comme producteur (notamment pour Nico), puis en solo. Moins connus que ceux de Lou Reed, ses albums ont souvent été bien reçus par la critique,,. Il a également composé des musiques de film et produit des artistes aussi divers que Nico, les Stooges, Patti Smith, The Modern Lovers, Lio ou Alan Stivell,.
Nico a continué d'exercer ses talents de chanteuse et d'actrice. Elle meurt d'une hémorragie cérébrale à quarante-neuf ans, le 18 juillet 1988, des suites d'une attaque cardiaque lors d'un trajet à bicyclette à Ibiza. Sterling Morrison enseignera les lettres à l'Université du Texas à Austin (où il décrochera un doctorat en littérature médiévale en 1986), avant de devenir capitaine de remorqueur à Houston. Il meurt d'un lymphome non hodgkinien le 30 août 1995, à cinquante-trois ans. Maureen Tucker, après avoir élevé ses enfants, a repris la musique dans les années 1980, souvent accompagnée par ses anciens compagnons du Velvet,. Doug Yule dirige le groupe de 1970 à 1973 après le départ de Lou Reed puis des autres membres fondateurs. Il a ensuite joué pour Lou Reed sur l'album Sally Can't Dance, et rejoint le groupe American Flyer. Après la dissolution du groupe, il devient ébéniste ; et ne remonte sur scène qu'en 2000 pour quelques séries de concerts en solo puis avec Moe Tucker au festival Terrastock de Seattle. Doug Yule n'a pas été invité aux concerts de reformation de 1993, et n'a pas voulu assister à la cérémonie d'intronisation du groupe au Rock and Roll Hall of Fame, présentée par Patti Smith en 1996.

## Postérité
La carrière discographique du Velvet Underground n'a duré que trois ans, de 1967 à 1970. À cette époque le groupe n'a eu que peu de succès, ne vendant que quelques milliers d'exemplaires de chacun de ses albums. Le groupe est pourtant devenu au fil du temps l'objet d'un véritable culte, qui dure encore aujourd'hui. 
Le Velvet Underground est régulièrement présenté comme un groupe pionnier ayant inspiré une partie du glam rock, de la new wave jusqu'au rock indépendant,. Son influence déterminante sur de nombreux artistes proto-punk comme Iggy Pop, sur le mouvement punk dans son ensemble,,,, et à travers lui sur le rock moderne, vient plus de l'attitude des membres du Velvet que de leur musique en elle-même. En offrant un son radicalement opposé aux préférences de l'époque, en imposant leur liberté artistique, en prenant leurs influences dans le chaos et les côtés sombres de l'être humain, Lou Reed et sa formation ont laissé une empreinte indélébile dans l'histoire de la musique rock.

## Membres

### Formation classique
- Lou Reed — chant, composition, guitare, piano (1964–1970, 1990, 1992–1993, 1996, mort en 2013)
- John Cale —  basse, alto, piano, orgue, chant (1964–1968, 1990, 1992–1993, 1996)
- Sterling Morrison — guitare, chœurs (1965–1970, 1990, 1992–1993, mort en 1995)
- Maureen Tucker dite « Moe » — batterie, chant (1965-1971, 1990, 1992–1993, 1996), basse (remplacement en 1966)

### Autres membres
- Angus MacLise — batterie (1964-1965, 1966)
- Doug Yule — basse, chant, clavier, guitare, batterie (1968-1973)
- Billy Yule — batterie (1970, 1973)
- Willie Alexander — clavier (1970-1971)
- Walter Powers — basse (1970-1971)

## Discographie

### Albums studio
- 1967 : The Velvet Underground and Nico
- 1968 : White Light/White Heat
- 1969 : The Velvet Underground
- 1970 : Loaded
- 1973 : Squeeze

### Albums live
- 1972 : Live at Max's Kansas City
- 1974 : 1969: The Velvet Underground Live
- 1993 : Live MCMXCIII
- 2001 : Final V.U. 1971-1973
- 2001 : Bootleg Series Volume 1: The Quine Tapes

### Compilations et inédits
- 1985 : VU (inédits)
- 1986 : Another View (inédits)
- 1993 : What Goes On (coffret)
- 1995 : Peel Slowly and See (coffret)
- 2001 : Rock & Roll: an Introduction to The Velvet Underground (compilation)
- 2003 : The Very Best of the Velvet Underground (compilation)
- 2005 : Gold (compilation)

### Singles
- 1966 : All Tomorrow's Parties / I'll Be Your Mirror (Verve)
- 1967 : Sunday Morning / Femme Fatale (Verve)
- 1968 : White Light/White Heat / Here She Comes Now (Verve)
- 1968 : I Heard Her Call My Name / Here She Comes Now (Verve)
- 1969 : What Goes On / Jesus (MGM)
- 1971 : Who Loves the Sun / Oh! Sweet Nuthin' (Cotillion)

#### Biographies

##### En français
- Philippe Azoury et Joseph Ghosn, The Velvet Underground, Actes Sud, 2016, 182 p. (ISBN 978-2-330-06052-7).
- Bruno Blum, Lou Reed : Electric dandy, Le castor astral, 2014, 839 p. (ISBN 978-2859209865).
- Victor Bockris et Gerard Malanga (trad. de l'anglais par Xavier Danheux), The Velvet Underground Up-Tight, Camion Blanc, 2004, 343 p. (ISBN 978-2910196370, lire en ligne).
- Stan Cuesta, Lou Reed : The Velvet Underground - John Cale - Nico, Éditions du Layeur, 2019, 280 p. (ISBN 978-2915126525).
- Jim DeRogatis, Michael Dregni (dir.) et al. (trad. de l'anglais par Christian Séruzier), The Velvet Underground : L'histoire illustrée de A Walk on the Wild Side, Hugo et Compagnie, 2010, 191 p. (ISBN 978-2755605624).
- Peter Hogan (trad. de l'anglais par Pierre-Emmanuel Konigson), L'essentiel sur The Velvet underground, Tournon, 2008, 288 p. (ISBN 978-2-35144-086-5).
- Bruno Juffin, Lou Reed et le Velvet Underground, J'ai lu, coll. « Librio Musique » (no 466), 2001, 96 p. (ISBN 978-2290313114).
- Vincent Laufer et Bruno Blum, « The Velvet Underground », dans Michka Assayas (dir.), Le nouveau dictionnaire du rock, Robert Laffont, coll. « Bouquins », 2014 (ISBN 978-2221915776), p. 2979-2985.
- Philippe Margotin, Le Velvet Underground de Lou Reed à John Cale, Chroniques, 2016, 147 p. (ISBN 978-2-36602-567-5).
- Richie Unterberger (trad. Marie-Anne Lucas), White light / White heat : Le Velvet Underground au jour le jour, Le mot et le reste, 2012, 462 p. (ISBN 978-2360540327).

##### En anglais
- (en) Diana Clapton, Lou Reed and the Velvet Underground, Bobcat Books, 1987, 128 p. (ISBN 978-0711910676).
- (en-US) Christian Fevret (dir.) et Carole Mirabello (dir.), The Velvet Underground Experience, Hat & Beard, 2019, 216 p. (ISBN 978-1-7320561-3-8).
- (en) Rob Jovanovic, The Velvet Underground, Virgin Books, 2005, 256 p. (ISBN 978-1852272159).
- (en) Rob Jovanovic, The Velvet Underground Peeled, Aurum, 2010, 320 p. (ISBN 978-1845135720).
- (en) Ignacio Julià, Feed-Back : The Velvet Underground: Legend, Truth, Munster, 2008, 264 p. (ISBN 978-84-612-6825-2).
- (en) Ignacio Julià, Linger on : The Velvet Underground, Ecstatic Peace, 2022, 244 p. (ISBN 97809972850-6-2).
- (en) Peter Hogan, The Rough Guide to the Velvet Underground, Rough Guides, 2007, 312 p. (ISBN 978-1843535881).
- (en) Chris Roberts, The Velvet Underground, Palazzo, 2022, 192 p. (ISBN 978-1-78675-113-3).
- (en) Howard Sounes, Notes from The Velvet Underground : The life of Lou Reed, Doubleday, 2015, 416 p. (ISBN 978-0-85752-267-2).
- (en) Dave Thompson, Beyond the Velvet Underground, Omnibus Press, 1989, 96 p. (ISBN 978-0711916913).
- (en) Nigel Trevena, Lou Reed & The Velvets, Bantam, 1973, 36 p. (OCLC 41343145).
- (en) Mike West, The Velvet Underground & Lou Reed, Babylon Books, 1982, 64 p. (ISBN 978-0907188131).
- (en) Richard Witts, The Velvet Underground, Indiana University, 2006, 162 p. (ISBN 978-0253218322).
- (en-US) Doug Yule et Sal Mercuri (dir.), '69 on the road : Velvet Underground Photographs, Fierce Pup Productions, 1996, 52 p. (OCLC 946156208).

#### Études et témoignages
- Steven Blush (trad. Angélique Merklen), New York Rock : De l'ascension du Velvet Underground à la chute du CBGB, Camion blanc, 2018, 694 p. (ISBN 978-2378481001, lire en ligne).
- Stéphane Dorin, Velvet Underground : La Factory de Warhol et l'invention de la bohème pop, Éditions des archives contemporaines, 2016, 106 p. (ISBN 978-2813002037).
- Christian Fevret (dir.) et Carole Mirabello (dir.), The Velvet Underground New York Extravaganza : Catalogue de l'exposition à la Philharmonie de Paris, La Découverte, 2016, 224 p. (ISBN 978-2373680157).
- (en-US) Joe Harvard, The Velvet Underground and Nico, Continuum, 2004, 128 p. (ISBN 978-0826415509).
- (en-US) Clinton Heylin (dir.), All Yesterdays' Parties : The Velvet Underground in Print, 1966-1971, Da Capo Press, 2005, 320 p. (ISBN 978-0306813658).
- (en) Michael C. Kostek, The Velvet Underground Handbook : A Complete Mediography, Black Spring, 1992, 224 p. (ISBN 978-0948238123).
- Johan Kugelberg (dir.), Lou Reed, Maureen Tucker, Doug Yule, Václav Havel et Jon Savage, The Velvet Underground : Un mythe new-yorkais, Rizzoli, 2009, 304 p. (ISBN 978-0847833825).
- Massimo Palma (trad. de l'italien par Manuel Esposito), The Velvet Underground : Le son de l'excès, Éditions de la variation, 2023, 130 p. (ISBN 978-2-38389-031-7).
- (en-US) Yvonne Sewall-Ruskin (préf. Lou Reed), High On Rebellion : Inside The Underground At Max's Kansas City, Thunder's Mouth, 1998, 287 p. (ISBN 978-1560251835).
- (en-US) Stephen Shore et Lynne Tillman, The Velvet Years : Warhol's Factory 1965-67, Thunder's Mouth, 1995, 176 p. (ISBN 978-1560250982).
- (en-US) Albin Zak III (dir.), The Velvet Underground Companion : Four Decades of Commentary, Schirmer, 1997, 276 p. (ISBN 978-0028646275).

#### Magazines
- Dominique Martin de la Cruz (dir.), Jukebox magazine, no 33 « Velvet Underground & Lou Reed », décembre 1989, p. 62-67 (ISSN 0296-6395).
- Christian Fevret (dir.), Les Inrockuptibles « Superstars : Guide maniaque du Velvet Underground et de la Factory d'Andy Warhol », juillet-août 1990 (ISSN 0298-3788)Supplément au no 24 spécial Velvet Underground des Inrockuptibles.
- Dominique Martin de la Cruz (dir.), Jukebox magazine, no 55 « Velvet Underground », janvier 1992, p. 20-25 (ISSN 0296-6395).
- Anne-Claire Norot (dir.), Les Inrocks 2 « The Velvet Underground », mars 2016.
- Allan Jones (dir.), Collection Rock & Folk, no 12 « Lou Reed : Du Velvet Underground à Lulu… l'histoire non expurgée d'un rock'n'roll animal ! », octobre 2019 (ISSN 0750-7852).
- (en) John Robinson (dir.), Uncut Ultimate Music Guide « The Velvet Underground », novembre 2021 (ISSN 1368-0722).
- Franck Vergeade (dir.), Les Inrockuptibles, no 4 « The Velvet Underground », octobre 2021.

#### Paroles des chansons
- (fr + en) Lou Reed (trad. Annie Hamel), Parole de la nuit sauvage [« Between Thought and Expression : Selected Lyrics of Lou Reed »], 10/18, 1996, 411 p. (ISBN 2264000198)Édition bilingue d'une sélection des meilleures chansons de Lou Reed, y compris celles écrites pour le Velvet Underground.
- (fr + en) Lou Reed (trad. Sophie Couronne, Larry Debay), Traverser le feu [« Pass thru fire : the collected lyrics »], Seuil, coll. « Fiction et Cie », 2008, 512 p. (ISBN 978-2020979771)Édition bilingue de l'intégrale des chansons de Lou Reed.

#### Bandes dessinées
- Prosperi Buri, Une histoire du Velvet Underground, Dargaud, 2021, 80 p. (ISBN 978-2205-087307).
- Koren Shadmi, The Velvet Underground : dans l'effervescence de la Warhol Factory, Saint-Avertin, la Boîte à bulles, 2024, 181 p. (ISBN 978-2-84953-483-0, lire en ligne).